# Mirsinàcies
Mirsinàcia (Myrsinaceae) és una extensa família de plantes amb flors i dicotiledònia d'arbres, arbusts o herbes de l'ordre Ericals. Agrupa actualment un total de 48 gèneres i prop de 1000 espècies. La família està distribuïda per les zones tropicals temperades, havent-se estès fins al nord del Japó, Florida i Nova Zelanda. Recentment, la taxonomia filogenètica ha inclòs una part dels gèneres de la família Primulaceae. En l'actualitat, però, hi ha fortes discrepàncies taxonòmiques en la comunitat científica amb aquesta família i per tal cal ser prudents amb la seva utilització.

## Morfologia
Arbres arbusts o herbes de fulles alternes, peciolades i, amb freqüència, de marge sencer. Branques que solen segregar resina de color groguenc o vermellós. Flors agrupades en inflorescències axil·lars o terminals. Fruits carnosos en baia o drupa. Endosperma oleaginós i llavors amiloides.

## Usos
Les espècies d'aquesta família tenen poca importància des del punt de vista econòmic. Alguns gèneres com Ardisia, Cyclamen, Lysimachia, Myrsine, i Suttonia són utilitzats com ornamentals. Ardisia japonica (Chinese: 紫金牛; pinyin: zǐjīn niú) és una de les 50 herbes fonamentals de la medicina tradicional xinesa.

## Gèneres

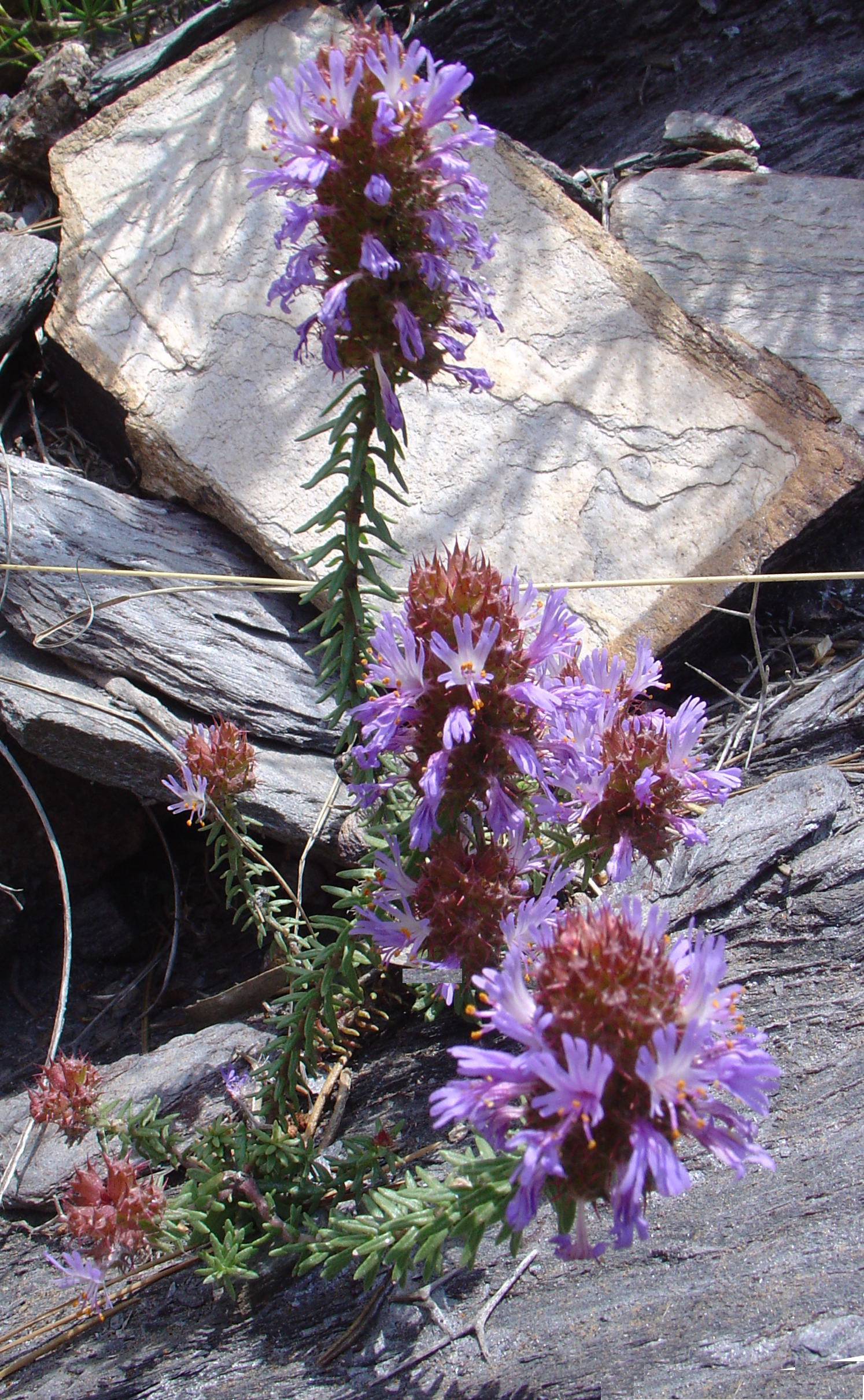
Coris monspeliensis

Abromeitia - Aegiceras - Amblyanthopsis - Amblyanthus - Anagallis - Antistrophe - Ardisia - Ardisiandra - Asterolinon - Badula - Conandrium - Coris - Ctenardisia - Cybianthus - Cyclamen - Discocalyx - Elingamita - Embelia - Emblemantha - Fittingia - Geissanthus - Gentlea - Glaux - Graphardisia - Grenacheria - Heberdenia - Hymenandra - Labisia - Loheria - Lysimachia - Monoporus - Myrsine - Oncostemum - Parathesis - Pelletiera - Pleiomeris - Rapanea - Sadiria - Solonia - Stimpsonia - Stylogyne - Tapeinosperma - Tetrardisia - Trientalis - Valerioanthus - Vegaea - Walleniella - Yunckeria